# 전자 부품

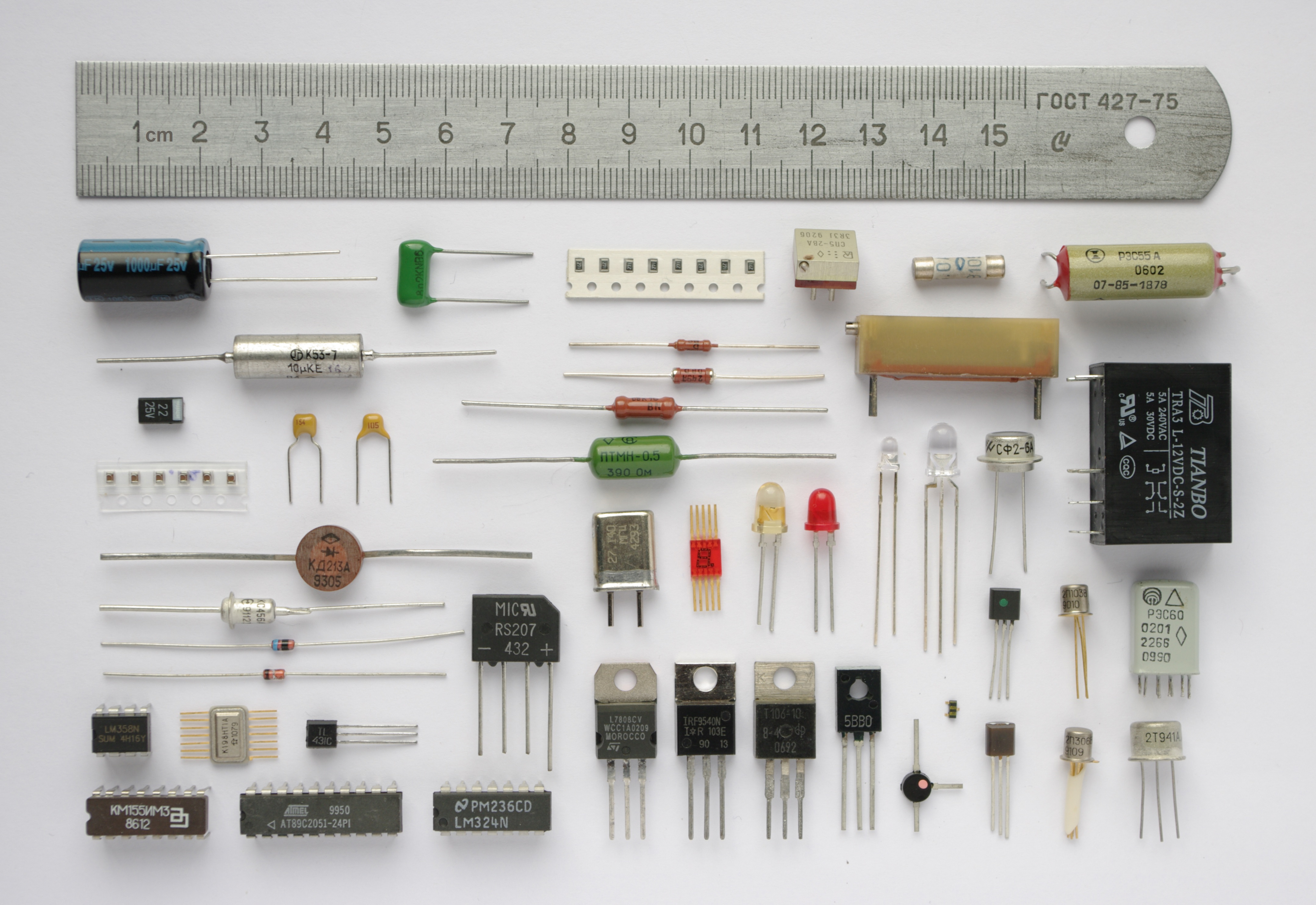
다양한 부품

전자 부품(電子 部品, electronic component)은 기본 전자회로 구성품이다. 일반적으로 2개 이상의 리드나 금속 패드와 연결된 상태로 패키지된다. 증폭기, 수신기, 진동자 같이 특수한 기능으로 동작하게 인쇄 회로 기판 (PCB)에 납땜되어 서로 연결된다. 저항기, 축전기, 트랜지스터, 다이오드 같이 단일 소자로 패키지되거나, 연산 증폭기, 어레이 저항기, 논리 회로 같이 집적회로로 구성될 수 있다.

## 부품 목록
대부분의 전자 부품은 주변환경에 대한 내성과 기계적인 안정성을 향상시키기 위해서 합성 수지로 패키지한다.
부품은 크게 수동 소자와 능동 소자로 구분할 수 있다:
- 수동 소자는 증폭이나 방향성이 없다.[1] 저항기, 축전기, 인덕터 등이 있다.
- 능동 소자는 수동 소자와 다르게 증폭이나 방향성이 있다. 반도체와 진공관이 대표적인 능동 소자이다.

### 터미널과 커넥터
소자를 전기적으로 연결할 수 있다.
- 터미널
- 커넥터
  - 소켓
  - 스크루 터미널
  - 헤더핀

### 전선
끝부분에 커넥터나 터미널이 부착된 케이블
- 전력 전선
- 패치 케이블
- 테스트 리드선

### 스위치
부품이 전기적으로 연결되거나 끊어지게 만드는 부품이다.
- 스위치 - 수동 스위치
- 키패드 - 소형 배열 푸시스위치
- 전자계전기 - 전기 신호로 제어하는 스위치이다. 반도체 릴레이와 다르게 기계적인 부품이다.
- 리드 스위치 - 자기력으로 동작하는 스위치이다.
- 서모스탯 - 온도에 따라서 동작하는 스위치이다.
- 서킷브레이커 - 과전류에 따라서 동작하는 스위치이다.
- 리미트 스위치 - 기계적으로 동작하는 스위치이다.
- 수은 스위치
- 원심력 스위치

### 저항기
전기적 에너지를 열로 발산하는 소자이다.
1. 주변 환경을 감지하는데 사용되는 저항기는 트랜스듀서를 참조하시오.
2. 전류나 전압 제한에 사용되는 저항기는 보호용 소자를 참조하시오.

- 저항기 - 고정값을 지녔다.
- 저항기 네트워크 - 패키지 내부에 여러개의 저항기를 포함하고 있다.
- 트리머 - 소형 가변저항기
- 전위차계 - 가변저항기
- 히터 - 저항값이 매우 높은 전선이다. 가열기로 사용된다.
- 저항 전선 - 저항값이 높은 전선이다. 히터와 비슷하다.
- 서미스터 - 온도에 따라 저항값이 변하는 저항기이다.
- CdS - 빛의 밝기에 따라 저항값이 변하는 저항기이다.

### 보호용 소자
전류나 전압이 초과하는 것을 방지하는 수동 소자이다.
1. 이 소자는 전선, 저항기, 진공계열에 포함될 수 있다.
2. 보호용 능동 소자는 반도체를 참조하시오.

- 퓨즈 - 과전류 방지에 사용된다.
- 레지터블 퓨즈, 폴리스위치, 셀프레지팅 퓨즈 - 과전류 방지에 사용된다.
- 배리스터 (MOV) - 과전압 보호에 사용된다. 순간 전압 차단 다이오드 (TVS)와 다르게 수동 소자이다.
- 유입 전류 제한기 - 초기 유입 전류가 급격히 흐르는 것을 차단한다.
- 가스 디스차지 튜브 (arrester) - 낙뢰와 같은 고전압 서지를 차단한다.
- 서키트브레이크 - 과전류시 차단되는 스위치이다.
- 점화갭 - 두 전극간에 아크를 발생시키는 장치이다.
- 백열등
- 잔류 전류 소자 (RCD)

### 축전기
전계에 전하를 보관하는 소자이다. 축전기는 전자 회로에서 필터로 사용된다. 축전기는 교류를 통과시키고 직류를 차단하는 역할을 한다.
- 축전기 - 고정된 용량을 지녔다.
- 축전기 네트워크 (배열)
- 가변 축전기 - 수조작으로 용량을 변경할 수 있다.
- 가변용량 다이오드 - 전압에 의한 용량 가변 효과를 갖는 다이오드이다.

### 인덕터
자기력을 사용하는 전기 소자이다.
- 인덕터, 코일, 초크
- 가변 코일
- 과포화 리액터
- 변압기
- 자기 증폭기
- 페라이트 비드
- 전기 모터
- 솔레노이드
- 스피커

### 회로망
2개 이상의 수동 소자를 사용한 부품이다.
- RC 회로망 - RC 회로가 집적된 소자로 완충기로 사용된다.
- LC 회로망 - LC 회로가 집적된 소자로 회전할 수 있는 변압기와 RFI 필터로 사용된다.

### 진동자
압전 효과를 사용한 수동 소자이다.
- 고주파 생성이나 필터로 사용되는 부품이다.
  - 크리스털 진동자 - 정확한 주파수를 생성할 때 사용하는 소자이다.
  - 세라믹 발진자 - 거의 일정한 주파수를 생성할 때 사용하는 소자이다.
  - 세라믹 필터 - 수신기에서 주파수의 특정 대역폭을 차단할 때 사용하는 소자이다.
  - 표면 탄성파 (SAW) 필터
- 물리적인 트랜스듀서 효과를 사용한 소자이다.
  - 울트라소닉 모터 - 압전 효과를 사용하는 모터이다.
  - 피에조 부자와 마이크는 트랜스듀서를 참고하시오.

### 전원 장치
전력을 공급하는 장치이다.
- 전지 - 산이나 알칼리기반으로 제작된 1회용 전원 장치이다.
- 연료전지 - 화학적으로 전기를 발생시킨다.
- 전원 장치 - 일반적으로 교류를 직류로 변환하여 가전제품에 전원을 공급한다.
- 태양전지 - 빛으로 전기를 발생시킨다.
- 발전기 - 위치 에너지로 전기를 발생시킨다.

### 반도체
- 다이오드
  - 정전압 다이오드
  - 정전류 다이오드
  - 가변용량 다이오드
  - 터널 다이오드
  - 발광 다이오드
  - 레이저 다이오드
  - 광다이오드
- 트랜지스터
  - 접합형 트랜지스터 (BJT)
  - 절연 게이트 양극성 트랜지스터 (IGBT)
  - 단접합 트랜지스터 (UJT)
  - PUT
  - 전계효과 트랜지스터 (FET)
  - 금속 산화막 반도체 전계효과 트랜지스터 (MOSFET)
  - 사이리스터 (SCR)
  - 게이트 턴 오프 사이리스터 (GTO)
  - 통합 게이트 정류 사이리스터 (IGCT)
  - 다이악 (Diac)
  - 트라이악 (Triac)
- 레귤레이터 - 미리 설정한 전압 이상이 가해지면 입력된 전압에 관계없이 일정한 전압이 출력된다.

## 표준 약자
전자공학에서 일반적으로 사용되는 약자는 다음과 같다:
- AE: 안테나
- B: 전지
- BR: 브리지 정류기
- C: 축전기
- CRT: 음극선관
- D or CR: 다이오드
- F: 거짓
- GDT: 가스 봉입관
- IC: 집적회로
- J: 전선 연결
- JFET: 접합 전계효과 트랜지스터
- L: 인덕터
- LCD: 액정 디스플레이
- LDR: 광저항
- LED: 발광 다이오드
- LS: 스피커
- M: 모터
- MCB: 서킷브레이커
- Mic: 마이크
- Ne: 네온등
- PCB: 인쇄 회로 기판
- PU: 픽업
- Q: 트랜지스터
- R: 저항기
- RLA: RY: 릴레이
- SCR: 실리콘 제어 정류기
- FET: 전계효과 트랜지스터
- MOSFET: 금속 산화막 반도체 전계효과 트랜지스터
- TFT: 박막 트랜지스터
- VLSI: 고밀도 집적회로
- DSP: 디지털 신호 처리기
- SW: 스위치
- T: 변압기
- TH: 서미스터
- TP: 테스트 포인트
- Tr: 트랜지스터
- U: 집적회로
- V: 밸브
- VC: 가변 축전기
- VFD: 진공 형광 디스플레이
- VR: 가변 저항기
- X: 크리스털, 세라믹 진동자
- XMER: 변압기
- XTAL: 크리스털
- Z: 제너 다이오드

## 같이 보기
- 회로 설계
- 회로도
- 전자 부품의 데이터시트

## 참고 자료
- 디지키의 부품 목록
- Electronics Design World[깨진 링크(과거 내용 찾기)]
- 레오콤의 부품 목록